# Гренобл
Гренобл (фр. Grenoble) град је у југоисточној Француској, у подножју Алпа, у регији Рона-Алпи и департману Изер. По подацима из 2006. године број становника у месту је био 156.107. Шире градско подручје има 514.559 становника по попису из 1999..

## Географија
Гренобл је окружен планинама. Град се налази у алувијалној долини реке Изер на надморској висини од 214 m. Због планинских, а посебно скијашких спортова град је туристички веома значајан. Двадесет жичара се налази око града. Историјски у подручју Гренобла била је тешка индустрија и рударство. Напуштене фабрике се могу наћи чак и у малим насељима.

### Клима
| Клима (Гренобл)             | Клима (Гренобл) | Клима (Гренобл) | Клима (Гренобл) | Клима (Гренобл) | Клима (Гренобл) | Клима (Гренобл) | Клима (Гренобл) | Клима (Гренобл) | Клима (Гренобл) | Клима (Гренобл) | Клима (Гренобл) | Клима (Гренобл) | Клима (Гренобл) |
| Показатељ \ Месец           | .Јан.           | .Феб.           | .Мар.           | .Апр.           | .Мај.           | .Јун.           | .Јул.           | .Авг.           | .Сеп.           | .Окт.           | .Нов.           | .Дец.           | .Год.           |
| --------------------------- | --------------- | --------------- | --------------- | --------------- | --------------- | --------------- | --------------- | --------------- | --------------- | --------------- | --------------- | --------------- | --------------- |
| Апсолутни максимум, °C (°F) | 16,5 (61,7)     | 20,7 (69,3)     | 25,3 (77,5)     | 28,0 (82,4)     | 31,3 (88,3)     | 37,0 (98,6)     | 38,3 (100,9)    | 39,5 (103,1)    | 33,6 (92,5)     | 28,1 (82,6)     | 24,8 (76,6)     | 19,5 (67,1)     | 39,5 (103,1)    |
| Средњи максимум, °C (°F)    | 5,9 (42,6)      | 7,8 (46)        | 12,0 (53,6)     | 15,3 (59,5)     | 19,9 (67,8)     | 23,8 (74,8)     | 26,9 (80,4)     | 26,4 (79,5)     | 21,8 (71,2)     | 16,9 (62,4)     | 10,2 (50,4)     | 6,4 (43,5)      | 16,2 (61,2)     |
| Просек, °C (°F)             | 2,3 (36,1)      | 3,7 (38,7)      | 5,0 (41)        | 9,8 (49,6)      | 14,4 (57,9)     | 17,9 (64,2)     | 20,5 (68,9)     | 20,2 (68,4)     | 16,3 (61,3)     | 12,3 (54,1)     | 6,4 (43,5)      | 3,1 (37,6)      | 12,0 (53,6)     |
| Средњи минимум, °C (°F)     | −1,2 (29,8)     | −0,4 (31,3)     | 2,0 (35,6)      | 4,4 (39,9)      | 8,9 (48)        | 12,0 (53,6)     | 14,2 (57,6)     | 14,0 (57,2)     | 10,9 (51,6)     | 7,8 (46)        | 2,7 (36,9)      | −0,1 (31,8)     | 6,3 (43,3)      |
| Апсолутни минимум, °C (°F)  | −27,1 (−16,8)   | −19,4 (−2,9)    | −18,2 (−0,8)    | −7,9 (17,8)     | −2,3 (27,9)     | 2,1 (35,8)      | 4,8 (40,6)      | 3,8 (38,8)      | −1,2 (29,8)     | −5,3 (22,5)     | −10,9 (12,4)    | −20,2 (−4,4)    | −27,1 (−16,8)   |
| Количина падавина, mm (in)  | 61 (24)         | 52 (20,5)       | 66 (26)         | 83 (32,7)       | 104 (40,9)      | 75 (29,5)       | 59 (23,2)       | 67 (26,4)       | 106 (41,7)      | 106 (41,7)      | 87 (34,3)       | 67 (26,4)       | 934 (367,7)     |
| [ тражи се извор ]          |                 |                 |                 |                 |                 |                 |                 |                 |                 |                 |                 |                 |                 |

## Историја
Град је био познат по разним именима током историје:
- , када су Гали Алоброги саградили јаке зидине око малога града у 3. веку
- , после 380. када је цар Грацијан посетио град и дао да се поправе зидине

Након пада Западнога римскога царства град је био део Бургундијске краљевине, док га није заузео Клотар I, краљ Франака и син Хлодовеха. Касније су га држали Каролинзи. После тога постао је део друге бургундијске краљевине Арл. Коначно је дошао у посед грофова Вијен, чија титула Дофен је дала традиционално име регији Дофине. Гренобл је био главни град регије Дофине од 1349. Тада је задњи дофен од Вијена продао регију Француској под условом да француски престолонаследници користе титулу "Дофен".
Град је био поприште сукоба католика и протестаната. Тако су 1562. велики број хугенота побацали у реку Изер.
Грађани су 1788. напали војску Луја XVI. Опљачкане су и рушене цркве 1789. за време Француске револуције. Тих година су постојале и путујуће гиљотине, које су ишле од села до села и одрубљивале главе врло често на основу неоснованих оптужби.
У Греноблу су одржане Зимске олимпијске игре 1968.

## Демографија
| 1962.   | 1968.   | 1975.   | 1982.   | 1990.   | 1999.   | 2006.   | 2011.   | 2014.   |
| ------- | ------- | ------- | ------- | ------- | ------- | ------- | ------- | ------- |
| 156.707 | 161.616 | 166.037 | 156.637 | 150.758 | 153.317 | 156.107 | 157.424 | 160.725 |

## Бастиља
Бастиља представља серију утврђења на обронцима планина крај Гренобла. Бастиља је најпосећенија туристичка атракција у граду. Градња Бастиље је започета у средњем веку, а касније су вршена проширења на обимним подземним одбрамбеним мрежама. Бастиља се сматра најбољим примером утврђивања у Француској у 19. веку, а држала је важну стратешку тачку на алпској граници.

## Образовање и истраживање у Греноблу
Универзитет у Греноблу је 1339. основао папа Бенедикт XII. Али универзитет није имао довољно средстава, тако да је поново основан 1542. Поново су се након некога времена појавили проблеми, па је Наполеон 1805. основао факултет права. Гренобл је данас велики научни центар, посебно у области физике, информатичких наука и примењене математике.

## Партнерски градови
- Штендал
- Витлејем
- Есен
- Катанија
- Инзбрук
- Хале
- Кишињев
- Оксфорд
- Реховот
- Финикс
- Печуј
- Каунас
- Сфакс
- Константин
- Корато
- Каиро
- Суџоу
- Уагадугу
- Иркутск
- Цукуба